# William Samuel Johnson
William Samuel Johnson (ur. 7 października 1727, zm. 14 listopada 1819) – amerykański prawnik i polityk, syn Samuela Johnsona.
W latach 1785–1787 był członkiem Kongresu Kontynentalnego. W 1787 został delegatem stanu Connecticut na Konwencję Konstytucyjną w Filadelfii, gdzie ratyfikowano Konstytucję Stanów Zjednoczonych, której był sygnatariuszem. W latach 1787–1800 był (drugim z kolei) rektorem Uniwersytetu Columbia (wówczas Columbia College). W latach 1789–1791 reprezentował stan Connecticut w Senacie Stanów Zjednoczonych.